# Sensenti (kommun)
Sensenti är en kommun i Honduras.   Den ligger i departementet Departamento de Ocotepeque, i den västra delen av landet, 190 km väster om huvudstaden Tegucigalpa. Antalet invånare är 8 259.